# Auferstehungskirche (Villach)

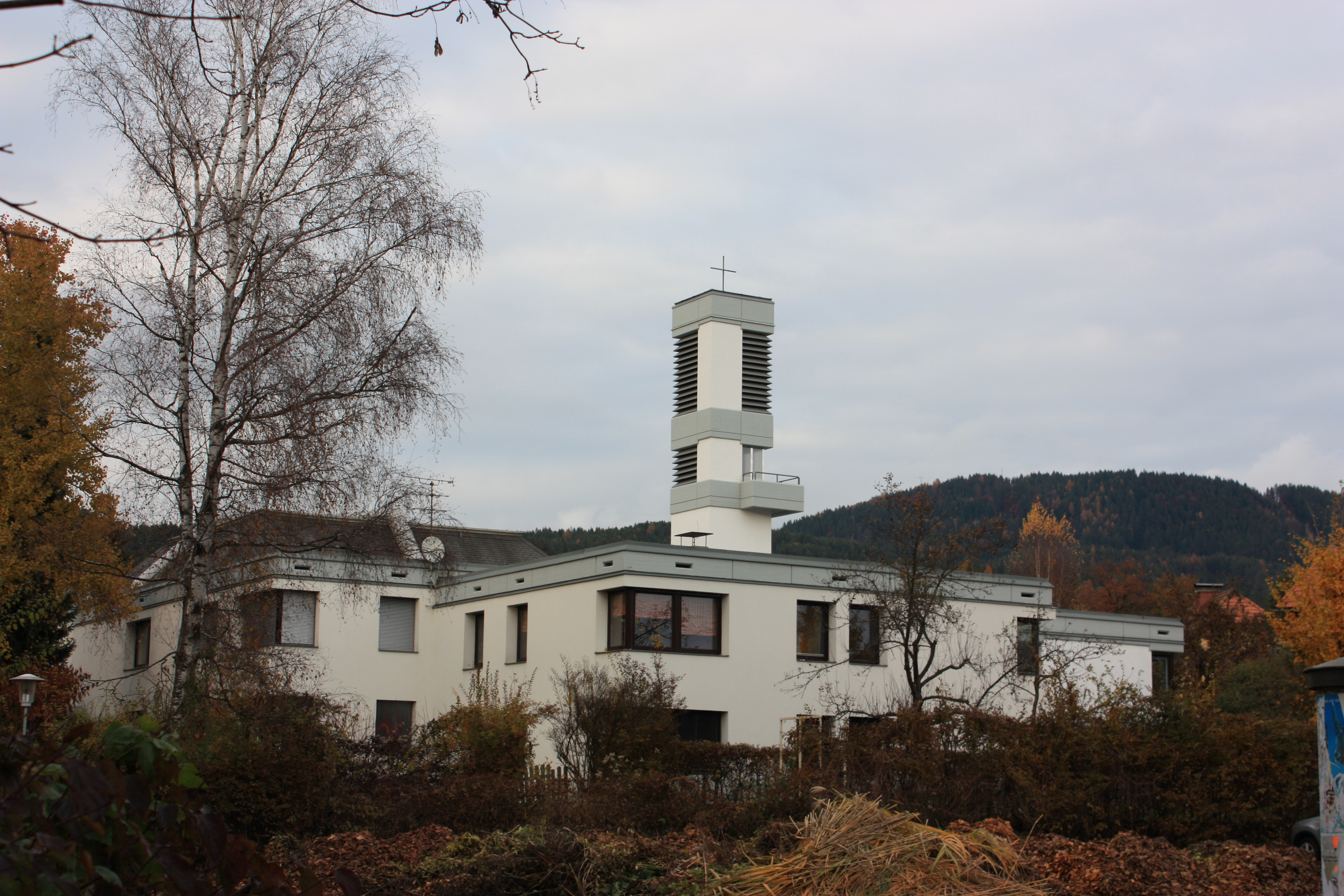

Die evangelische Auferstehungskirche im Stadtteil Lind in der Stadtgemeinde Villach ist Teil des evangelischen Gemeindezentrums Villach-Nord. Die Kirche wurde 1987 geweiht, zwei Jahre später wurde Villach-Nord zur eigenständigen Pfarrgemeinde erhoben.
1968 bis 1974 wurde das evangelische Gemeindezentrum nach einem Konzept von Architekt Hubert Taferner erbaut. Alle Gemeinde relevanten Gebäude sind als niedrige, flach gedeckte Kuben ausgeführt und mit der Kirche um ein Atrium gruppiert. Das Kirchengebäude plante Architekt Hermann Kompolschek. Der Glockenturm steht frei.  Die Kirche mit quadratischem Grundriss bietet 300 Besuchern Platz. Die im Beton-Glasgussverfahren erzeugten Glasfenster gestaltete Elfriede Kreuzer. Zur Ausstattung der Kirche gehört ein Bilderzyklus zur Gegendtaler Passion des Künstlers Albin Dolinschek. Die Firma Zanin aus Codroipo in Friaul errichtete die  Orgel, die 2002 in Betrieb genommen wurde.